# Stor-Djupviken
Stor-Djupviken är en sjö i Piteå kommun i Norrbotten och ingår i Rokån-Jävreåns kustområde. Sjön är 10,5 meter djup, har en yta på 0,043 kvadratkilometer och befinner sig 2 meter över havet.